# 武者烈傳·零
《武者烈傳·零》屬武者烈傳系列之一，為「SD戰國傳系列」的第十六部作品，是模型雜誌Hobby Japan連載的漫畫故事，由「BB戰士之父」今石進執筆。
《武者烈傳·零》故事舞台為《武者烈傳 舞化武可篇》十多年前，頑馱無軍團與時隱之國因為兩大巨頭：頑馱無齋及殺驅頭戰死，引發連串糾紛，為《武者烈傳 武化舞可篇》前傳。
原本Hobby Japan的《武者烈傳·零》連載至05年12月，不過由於大受歡迎，其後再間斷推出相關專題介紹，除了以銳驅主、騎士鋼彈為主角的《銀狼之章》，以及相關模型製作講解。亦曾以《SD鋼彈烈傳》形式，製作戰士鋼加農及僧侶鋼坦克。
由於該作流行程度，其相關製作方面一直延續至2007年12月。
此外，Hobby Japan於2007年11月推出以《武者烈傳·零》為主題的模型作例合集《GUNDAM WEAPONS 武者烈伝·零編》。

## 頑馱無國／頑馱無軍團
- 頑馱無齋

頑馱無軍團前領袖，子女為光凰及雷凰。然而故事開始時已被暗殺，觸發時隱與頑馱無軍團長期對立。
- 頑馱無國姬.光凰／光凰姬將軍

頑馱無齋長女。後來獲得「八絃之陣」力量，變身成「光凰姬將軍」。
經過重重考驗，最後與烈火武者結成夫婦，後更育有一子，即「舞化武可篇」主角烈丸。
- 雷凰／雷凰若將軍

頑馱無齋幼子。後來成為雷凰大將軍。
「舞化武可篇」發生前已經失蹤，專用武裝「舞化武可」亦被分派予光之七人眾。

### 光之七人眾
- 烈火武者頑馱無／新世烈火武者頑馱無（RX-78-1／RX-78-3）

「光之七人眾」首領，獲得「頑馱無流免許皆傳」、頑馱無軍團的武士。性格屬行動派，言出必行、對同伴重情義、所以在軍團內，獲得極多同伴信賴。早期處事，有時會挾著一腔熱血，魯莽行事。不過隨著經驗日積月累，亦逐漸建立理智的一面，處事亦漸見穩重。
縱然頑馱無軍團與時隱之國對立，不論敵我雙方，亦極有名聲，甚至與時隱中名士成為朋友，特別是漣飛威，更是擁有超越陣營的友誼存在。
絕技有號稱一擊必殺的頑馱無流「烈火霸斬」「烈火爆炎斬」等等。
一次路見不平，烈火武者將被殺驅三兄弟包圍的光凰姬將軍解救出來。為尋找她手上另一塊石板，兩人在前往惡無霸域夢山的路程中，集合「光之七人眾」其他成員。曾經在戰鬥與光凰一同受創，角飾折斷、左眼受傷（「Hobby Japan」有相關改造範例）。烈火更因為擔心光凰而流淚，可見兩人感情自此已逐漸發展。
頑馱無傷痊後，再次向「惡無霸域夢山」進軍。從受傷的衛有吾口中，得知摩亞屈陣亡消息。為了徹底消滅闇邪神，與「光之七人眾」其餘六位成員、以及將頑馱無殺驅頭、漣飛威，共同發動「八絃之陣」，並集齊傳說中「三武將」的「天地雷之神器」，變身成「新世烈火武者頑馱無」。
大戰結束後，烈火武者與光凰結婚，並誕下兒子烈丸。父子兩人於後來「武化舞可」中十分活躍。
- 劍豪武者精太（MSZ-006）

「光之七人眾」軍師，出身影舞亂夢，亦是弓箭能手。在軍團中屬知性派。率領由百名騎馬部隊組成、頑馱無軍團主力部隊「百騎組」，並擔任頭領。雖然統領大軍，仍堅持每場戰役親身上陣的勇士。可與繼承稀世名馬「緒羅四恩」血統的愛馬「疾風號」合體成「超人馬型態」，令機動力增強30倍。
故事初期，與烈火武者、光凰一同行動。並與芽零珠發生感情。
- 天翔狩人摩亞屈（初代）（RX-178）

天翔狩人三兄弟長男。與弟弟逞段、衛有吾於惡無霸域夢山一同修行。繼承先祖的飛行能力，擅長空中戰法，同時，亦能與「武者大鷲」結合變幻。更是二刀流好手，運刀之快猶如旋風。此外，在射擊戰上亦有卓越表現。
「零」中，三兄弟於惡無霸域夢山上挑戰闇邪神吏偶遮光，結果被闇邪神的角刺中，為救出被其抓住的逞段、衛有吾，毅然按下裙甲上的炸彈，以自爆壯烈犧牲。事件亦引致後來逞段對「光」抱持懷疑態度。
- 天翔狩人逞段（MK-II 與原形機一樣，名稱來自迪坦斯）

天翔狩人三兄弟次男。與兄長摩亞屈，三弟衛有吾，共同挑戰闇邪神，可惜失手被擄。雖然最後得以逃出，長兄摩亞屈卻自爆身死，悲痛之餘，逞段亦對「光」的信念產生動搖。正由於這一絲動搖，被闇邪神看中，其後更操縱之， 以「刃斬武將軍」姿態，率領鐵機武者向天宮宣戰。
- 天翔狩人衛有吾（MK-II， 名稱來自幽谷）

天翔狩人三兄弟三弟。與兩位兄長共同前往惡無霸域夢山，打算消滅闇邪神，然而與兄長逞鍛，均被其抓住，得到長兄摩亞屈捨身相救，才得以逃出。其後與武者們組成「八絃之陣」，令光凰演進成「光凰姬將軍」。
大戰過後，作為「武化舞可」鐵肩擁有者，衛有吾決意修行，希望在武藝上追及長兄摩亞屈。然而卻被一直懷有野心、「牙斗忍眾」成員銳驅主所襲，鐵肩被奪去。
- 剛熱機械師馱舞留精太（MSZ-010）

頑馱無軍團機械師、自稱「頑馱無軍團最強武者」，雖然是機械學權威，卻擁有豪爽磊落個性。憑著祖先留傳的文獻，不斷努力日夜研究，終於製成「烈傳·零」中所用的「壱號全鎧甲」，從顏色用上FAZZ紅白配色、以及額上「大目牙閃光砲」未能使用，可以聯想到裝甲仍是實驗性質。除自用「武者戰車」、七人眾成員鐵機武者齋胡、馱舞留精太還有為天翔狩人三兄弟，製作三部「鐵機大鷲」。（其後亦製作雷丸「機巧甲冑」原型機。）
故事中已有五名兒子（當時「幼年軍師雷丸」仍未出生。），馱舞留精太時常以此揶揄精太及芽零珠，遲遲仍未結婚。
曾指揮齋胡，解救被彈犬圍困的同伴；又指示作埋伏的五名兒子，以各自的「武者戰車」向闇邪神發炮。
馱舞留精太腳踏履帶的新設計，原型來自「武者七人眾」中未曾發行的「白虎之神器」。
- 龍神導師仁宇（RX-93）

七人眾中使用法術的角色。本來於羅美安薔薇山中，以「免許皆傳」為目標，跟隨師父修行。但由於急於求成，擅自進行神龍變幻，結果無法回復原狀。因此只能以龍型姿態繼續修行，直至有能力變回人型。雖然最後仁宇成功了，不過作為反省當年好高騖遠的教訓，故事出場時，依舊以龍型姿態參與作戰。能夠運用祖先傳下的「激龍槍」「扇子龍」，以及多種法術。由於受到師父影響，平常沉默寡言，好像神仙高人一樣深不可測。
曾運用萬能兵器「扇子龍」打倒玖邊麗三姊妹。
仁宇的「扇子龍」，原型為ν鋼彈的鰭型漏斗砲，但折疊方向相反。
- 鐵機武者齋胡（MRX-009）

馱舞留精太參考古代武者「齋胡」製作的鐵機武者。「烈傳·零」時，胸砲並未裝上龍頭、而且說話機能、以及表現自我意識的「鐵機心得」未夠完善，因此行動、變形都要由馱舞留精太以頭盔上的通訊裝置，透過聲控下達指令。雖然如此，齋胡以巨大體型、強韌腕力及防御力，在戰場上有壓倒性實力。齋胡的變型「武者猛牛」、「空戰FORTRESS」此時已可使用。不會說話，只可以單字對答，但與雷凰關係非常友好。
曾跟隨馱舞留精太，從大群彈犬中，解救被追捕的雷凰。
- 隱密頑馱無（隱密忍者農丸）（RX-78-2）

烈火武者頑馱無孿生弟弟、曾就學於殺驅雲齋的「忍者養成所」，獲得「免許皆傳」稱號後，獨自修行，並磨練出各種戰鬥技能。同時亦是變裝高手，擁有三套鎧甲（「舞化武可」的光影之鎧、隱密之鎧、及與烈火同類型的「紅蓮之鎧」。）、以及使用無數武器。與兄長熱血派個性相對，重視理性。但作為忍者，卻擁有率直個性。
故事中以「隱密頑馱無」姿態出場。專用裝備「大手裡劍一式」為後來「二式」原型，已可拆開成不同武具。必殺技為投擲「大手裡劍一式」的「隱密烈斬」。
「烈傳·零」中，曾穿上專用「紅蓮之鎧」，欺騙遮光，並救出被其擄走的雷凰。

### 其他
- 黃金武者百士貴

時隱出身、前惡沈一族成員，後來加入精太率領的「百騎組」擔任副將。愛馬「目牙馬頭」可變形成米加粒子砲發射型態。全金的外觀，令精太亦覺得太浮誇。
- 漆黑忍者百鬼丸

在本系列設定為百士貴的義弟，經常為百騎組及隱密頑馱無提供情報。
武器有「忍刀」及「百鬼彈」。
- 見習忍者荷負

惡沈一族出身，百士貴的師弟，視百士貴為「兄長」，並如影及般守護他。可以穿上百士貴的忍者裝備〝偽裝〞成「漆黑忍者百鬼丸」以及「偉大的前輩」（「傳說大將軍篇」中的呆助）。
武器有「風車」、「手裡劍」及鋼爪。得意技「隱身」。
- 芽零珠

頑馱無軍團突忍，愛慕精太，並以守護他為己任。最後與精太結婚，誕下「嵐丸」。
武器有「忍刀」、「苦無」
- 激丸、鐵丸、炎丸、爆丸、銀丸（FAZZ）

馱舞留精太五名兒子、「武化舞可篇」雷丸之兄，各有一部量產型「武者戰車」，可以遙距控制，更有隱敝功能，進行埋伏作戰。（類似「GUNDAM SEED」的「海市蜃樓系統」。）
- 出伊鮮姿四兄弟

參考武者烈傳.舞化武可篇
- 璽武數（GM Custom）

璽武一族當中最優秀的武者，通常擔當小隊長角色，率領音喪、璽武通及暴留隊等作戰。
- 暴留

頑馱無軍團中最下級的士兵，單獨作戰力量不足，但只要集結多數成員，便可發揮團隊作戰能力。與時隱的「雜魚」曾經是戰友。

## 時隱（Zeon）之國
由「殺驅一族」、「惡沈一族」、「堂我眾」組成的多族群國家。由殺驅一族頭目·殺驅頭兼任國主職務，致力保持與頑馱無軍團之友好關係。後來在頑馱無國國主、頑馱無齋與殺驅頭雙雙被暗殺後，兩國走上交戰之路。
殺驅頭陣亡後，對其極之忠心的堂我眾首領、漣飛威繼承時隱，更懷疑國主被殺，與頑馱無齋有關，在仇恨的怒火之下，令兩國戰事加倍擴大……
- 武神將軍殺驅頭/將頑馱無殺驅頭（ZAKU II/將武裝：Djen+將頑馱無）

多民族國家「時隱之國」大將，同時亦為殺驅一族首領。重視人情，頑馱無齋是惺惺相惜的戰友。頑馱無齋被暗殺後，一直失蹤，亦令殺驅一族群龍無首。直到故事中後段再次出場，一同營救受傷昏倒的烈火武者。其後更利用頑馱無齋託付、世代相傳的「將之鎧」，換裝成「將頑馱無殺驅頭」。
殺驅頭型態時，裝備有愛刀「大時隱」、鎖鐮「緋威斗斧」；將武裝型態時，裝備則為長槍「大天宮」、「邪滅之矢」、機關炮「牙鬥燐軀」、以及合體弩炮「須玖羅武牙鬥燐軀」。
雷凰大將軍失蹤後，將七件「舞化武可」分予光之七人眾。
- 雷穩丸、銃摩

殺驅頭所養育的兩頭白獅，雷穩丸可以與將殺驅合體，以及交換鎧甲。鬃毛可變成護盾。而小白獅銃摩，只可交換少數部件。與「七人眾篇」一樣，臉上經常掛著一副搗蛋鬼的笑容。
兩頭白獅的原型，由耳尖有黑斑可以發現，是來自手冢治蟲名著「小白獅」的主角。

### 堂我眾
- 劍豪武將漣飛威

忍者軍團堂我眾頭領、時隱之國軍師、統領要求部下對自己絕對服從同時，自己亦對殺驅頭非常忠心。代替已經陣亡（實際上失蹤）的殺驅頭，以軍師（將）身份主理國政。最初與頑馱無軍團維持敵對關係，更與昔日好友烈火武者頑馱無交手。但後來得悉引致兩國交戰的幕後主腦是遮光後，轉而與光之七人眾合作。
流派「堂我無念流」，武器有「軍配刀.閃光斧」、「銘刀.伽昴」及「自動支援管.浮游炮」（功能僅是替漣飛威拔出背上配刀。）
「八絃之陣」成員之一。

#### 部隊長
- 麗寸

對堂我眾頭領漣飛威極之忠心的女隊長。作為女性，性格卻剛烈果敢，與義羅一樣，實力及官階更高於普通士兵。
- 有霸惡亞慈射

#### 親衛隊
- 義由寧

- 紅銳守

#### 下忍
- 義羅

### 武者忍軍
- 鋼鐵忍者璽御愚（MSN-02）

率價「武者飛忍軍團」的軍團長，別名「忍者Master」。擁有巨大體型，卻能靈活運用忍者殺法作戰。對「祖先」（所指的是「七人眾」中的武者璽御愚。舊故事中只是巨忍軍團成員。至於為何身為鐵機武者的他，會將武者璽御愚視為祖先，原因不明。）在時隱中，僅為低級武者「下忍」而耿耿於懷，立誓成為獨當一面的人物。
雖為鐵機武者，卻是少數理解漣飛威的人物。可以分體成三部份：空戰用頭部、陸戰用「我捨」及海戰用「彌黑」。雙手亦能飛出作獨立攻擊。
分體合體機能，原型來自怪獸「キングジョー」（King Joe）

#### 部隊長
- 劍舞風荒

- 怒武

- 下墨愚愚

飛忍成員。「烈傳零」中詳細不明。「異步留武」版中，成為魔殺驅麾下雜兵。
- 愚怖

- 魔羅碎

### 殺驅軍團
- 殺驅三兄弟

「殺驅一族」武者，與「七人眾」版本性格相同。必殺技為「西瓜烈斬」（可惜一樣每次都失敗。）

#### 特殊部隊
- 偵殺驅

- 作殺驅

#### 部隊長
- 高殺驅

- 砲殺驅

- 砂殺驅

#### 水忍部隊
- 水殺驅

- 頭護津愚

- 後突

- 礎津愚

- 惡劾（MSM-03）

- 何不宇留

### 惡沈軍
- 玖邊麗三姊妹（AMX-004系列）

惡沈一族成員。分別為玖邊麗、玖邊禮、玖邊澪三人。絕技為高喊「丘貝蕾！」後使出的「玖邊麗九分身」。與黃金武者百士貴份屬親戚。

#### 部隊長
- 怒雷仙

- 我憎武

- 我流速侍影

#### 女忍者部隊
- 蠻魔蠻魔

- 有邪邪

- 紅陰慢查

#### 雜兵
- 我坐電

惡沈軍團下忍，得意技為集團炮擊戰，一齊射擊威力強大。部份成員在巨忍軍團要求下，亦有協助巨忍軍作戰。
- 我坐士

惡沈軍團下忍，得意技為集團炮擊戰，一齊射擊威力強大。部份成員在巨忍軍團要求下，亦有協助巨忍軍作戰。

### 巨忍軍
- 滅殺荒／術士璽惡

巨忍軍團首領。精通異國學問，卻陰險奸詐的人物。擅長使用大炮及妖術，表面上效忠時隱之國，實際上與遮光合謀，企圖擔走令闇邪神復活的石板。
璽惡形態，由頭部變形的滅殺荒，加上作為軀幹的「罪滅之鎧」所組成。
武器有裙甲內武器「隱刀」、大炮「大筒.破不逞桝」
合體方式類似「變形金剛.Head Master」。

#### 部隊長
- 壓死魔亞

- 反武羅罷

- 刃威亞亂

- 虐風亂

- 我怖崇靈

#### 親衛隊
- 破羅守當音

- 森之熊參

#### 雜兵
- 雜魚

殺驅軍團及武者忍軍旗下雜兵，為數眾多，對時隱國極有愛國心。外形除渣古之外，還有老虎、大魔以及沙漠用渣古。

## 闇
- 遮光／闇邪神吏偶遮光

闇邪神。化身成「遮光」，加入時隱之國，與一心謀奪國家的璽惡狼狽為奸。後來獲得石板力量，進化成完全體「闇邪神吏偶遮光」。其後更殺害天翔狩人三兄弟長兄摩亞屈。最後被雷凰若將軍所打敗。
「烈傳·零」版遮光，右肩新增「黑魔神」手臂。而在「七人之超將軍篇」中，因為魔殺驅的緣故，只能以部份「超咒導武者·暗闇」不完全復活的闇魔神不同，「闇邪神」需要用上全部零件，由此可知，闇邪神才是闇魔神「本來的型態」。
- 巨忍甲蟲彈犬（獵犬）

由遮光及璽惡秘密製作的鐵機武者。擁有變形能力，而且為數極多。可變成「甲蟲型態」。

## 外傳.銀狼之章
- 騎士鋼彈（頑馱無真惡參）（MSF-007）

為「七人眾」時代的「武者頑馱無真惡參」的分身。曾盜取銀之盾背叛頑駄無軍團。為著阻止子孫銳驅主因為野心，重蹈自己覆轍，便返回天宮，打倒銳驅主，以白銀之鎧封印其野心後，變回「超越之龍」回到拉克羅亞。
- 武者銳驅主（XM-X2）

「牙斗忍眾」出身，原名「斬彌音」，與同族「尖驅琥狼主」截然相反：實力強橫、野心勃勃。這二人設計近似SD GUNDAM外傳的騎士鋼彈與撒旦鋼彈。後成為拔刀武者·逆伐
「斬彌音」一名為海盜鋼彈X-2、兼「黑之部隊」隊長查比尼]]，銳驅主戴眼罩，也是由於查比尼有同樣設定。
- 武者尖驅琥狼主（XM-X1）

「牙斗忍眾」首領、原名「武者衛府弓銃七」，擁有「光」的他，與代表「暗」的同族銳驅主對立。
琥狼主至今並無最終設定稿，這是由於「Hobby Japan」曾舉行琥狼主設計徵集活動，參加者包括原型機「CROSSBONE GUNDAM」漫畫執筆人長谷川裕一（亦由於長谷川以原創者身份在比賽上發表作品，因此招來讀者批評，認為鋒芒蓋過參賽者，引起不公平。）。「Hobby Japan」12月號中，才公開最終版本：以銳驅主為基礎的再設計型態。
「衛府弓銃七」音同「F九十七」，即是骷髏鋼彈（F97）。

## 其他角色
- 司令高達

本身是G-ARMS戰士，後來被神秘雷電，傳送至天宮，最後與馱舞留精太及齋胡，與璽惡決戰。
「Hobby Japan」原定推出「烈傳.零」十三篇外傳故事中，其中一位主角。但由於外傳故事沒有繼續連載，因此只有草圖，未有正式登場。

## 用語
石板：
一共有兩塊，一塊屬於頑馱無軍團，一塊屬於時隱之國，由漣飛威所有。分別是呼喚光之力及闇之力的關鍵。
將武裝：
頑馱無軍團歷代相傳、專為「軍師」而設的鎧甲。頑馱無齋戰死前，將它託付予殺驅頭。最後他更發動裝備，變身成「將頑馱無殺驅頭」。
「武化舞可」第二部，由精太所繼承，成為「二代目將頑馱無」。
明鏡止水：
武學境界，只要達到心如止水明如鏡，就能夠發動用者本身潛能，將威力加倍提升。故事中雷凰為了拯救困在闇邪神體內的光凰姬將軍（姊姊光凰），令自己達到「明鏡止水」，更召喚出大將軍鎧甲，成為「雷凰若將軍」。
明鏡止水，本身是G GUNDAM中的武學境界，雖然在新SD戰國傳 超機動大將軍篇中，號斗丸亦曾發動過，不過與「烈傳.零」並無傳承關係。
邪骸：
令銳驅主邪惡力量倍增的頭骨型裝飾，實際上是闇邪神遮光之碎片化成，銳驅主變成極惡化，促使其祖先騎士鋼彈（真驅參）再次回到天宮，並出手阻止。
「武化舞可篇」中，邪惡武者軍團的邪霸呼，身上亦有由闇邪神寄宿的鎧甲。

## 有關烈傳與SD戰國傳關係
由於「烈傳·零」及「舞化武可」，在角色及故事背景上，大都沿用SD戰國傳 武者七人眾篇以來的角色，不難令人聯想到兩者是否有所關連。
不過根據官方刊物武者英雄譚·天宮大事年代所載：「關於《武者烈傳》，由於時間經過有別於其他系列，故不記於此年表內。」，可以知道，烈傳系列與SD戰國傳，是兩個分開發展的故事，即所謂「平行世界」。
支持相關論點的理據包括：
- 設定集「武者英雄譚」書末年表中，由戰國傳最後一章「光之變幻篇」後，一下子便跳到「武者O傳」、甚至比烈傳更新的「番長風雲錄」，烈傳卻未見記載。（上述官方聲明於年表最後亦有解釋原因。）
- 《武者烈傳》全名《SD GUNDAM FORCE 繪卷·武者烈傳·舞化武可篇》，採用外傳動畫《SD鋼彈FORCE》（SD GUNDAM FORCE）之名而非稱為《SD戰國傳·武者烈傳》，是從另一方面去強調其外傳性質。（見武者烈傳 舞化武可篇導言）